# Miles Partain
Miles Partain, född 18 december 2001 i Pacific Palisades, Los Angeles, USA, är en beachvolleyspelare. 
Tillsammans med sin bror Marcus Partain kvalade han för spel i U21-VM 2017, men misslyckades kvala in till huvudturneringen. Han började tidigt spela på AVP Tour, när han och hans bror debuterade i juli 2017 var de det yngsta laget någon på touren. Han spelade 2018-2019 tillsammans med Paul Lotman. Partain utsågs till årets rookie på AVP-touren 2019. Under 2020 spelade han med Ty Loomis för att sedan fortsätta spela med Lotman till 2022. Under 2022 tog Partain och Lotman flera medaljer och en turneringsseger på AVP-touren. 
Senare under året började han spela med Andrew Benesh på Volleyball World Beach Pro Tour 2022 och vann där Challenger-turneringen i Dubai. Deras säsong AVP-touren var framgångsrik och Partain vann fler utmärkelser där som bästa offensiva spelare och tillsammans med Banesh bästa lag. Även på Volleyball World Beach Pro Tour 2023 var de framgångsrika med en turneringsseger och en final i Elite16-klassen (den högsta). De gick till kvartsfinal vid VM 2023.